# Yūta Toyokawa
Yūta Toyokawa (jap. 豊川 雄太 Toyokawa Yūta; ur. 9 września 1994) – japoński piłkarz występujący na pozycji napastnika. Od 2020 występuje w Cerezo Osaka.

## Kariera klubowa
Od 2013 roku występował w klubach Kashima Antlers i Fagiano Okayama. W 2018 roku przeszedł do belgijskiego KAS Eupen.